# ロバート・ローウェル
ロバート・ローウェル（Robert Lowell、1917年3月1日 - 1977年9月12日）はアメリカ合衆国の詩人。ローエル、ロウエルとも。

## 経歴
ボストン生まれ。母方の先祖はピルグリム・ファーザーズにさかのぼれる名家であり、父方の家系は軍人や実業家、政治家を輩出した家柄。詩人J・R・ローウェル、女流詩人A・ローウェルの家系に属する1人である。
ハーバード大学を中退し、当時ニュー・クリティシズムの拠点となっていたケニオン大学を卒業。ボストン大学、ハーバード大学で教え、第二次大戦時徴兵拒否で投獄される。1967年にはベトナム反戦集会で自作の詩を朗読する。著書に「不似の国」(’44年)、ピュリッツァー詩賞受賞「ウィアリー卿の城」(’46年)、全米図書賞受賞「人生研究」(’59年)、「ノートブック」(’69年)、「歴史」、ピュリッツァー賞受賞「ドルフィン」(’73年)、「日毎に」(’77年)などがあり、J.R.ローウェルの子孫でランサム(John Crowe Ransom)の教え子である。
『ウィアリー卿(きょう)の城』（1946）でピュリッツァー詩賞を受け、第二次世界大戦後のアメリカ詩壇の中心的存在となった。初期の詩風は難解で修辞的だが、『人生研究』（1959）以降は平易な口語調に近づいた。内容も大胆に自伝的、告白的で、シルビア・プラス、アン・セクストンなどの詩風に大きな影響を与えた。『連邦軍死者に捧(ささ)ぐ』（1964）、『海のほとり』（1967）、『ノート・ブック67―68年』（1970）などの詩集のほかに、訳詩集『模倣』（1961）や、ホーソンとメルビルの短編から取材した三部作の詩劇『むかしの栄光』（1965）がある。